# Мурманский арктический университет
Мурманский арктический университет (МАУ) — крупнейшее высшее учебное заведение Мурманской области. Основан в 1950 году как Мурманское высшее мореходное училище. В состав входят 10 институтов и 2 факультета, 3 филиала и 2 колледжа. В университете обучается около 6 тысяч студентов.

## История
Мурманский государственный технический университет был основан в 1950 году как Мурманское высшее мореходное училище, которое в 1969 году было переименовано в Мурманское высшее инженерно-морское училище. В 1975 году училищу присвоено имя Ленинского комсомола. В 1992 году переименовано в Мурманскую государственную академию рыбопромыслового флота. В 1996 году вуз переименован в Мурманский государственный технический университет.
23 сентября 2022 года было принято решение об объедении двух крупнейших вузов Мурманской области. В 2023 году объединён с Мурманским арктическим государственным университетом (бывший педагогический, основанный в 1939 году) и получил современное название. Предполагается, что новый единый ВУЗ будет максимально ориентирован на арктическую повестку, а образовательные курсы будут опираться на исследовательские программы.

## Структура
- Морская академия

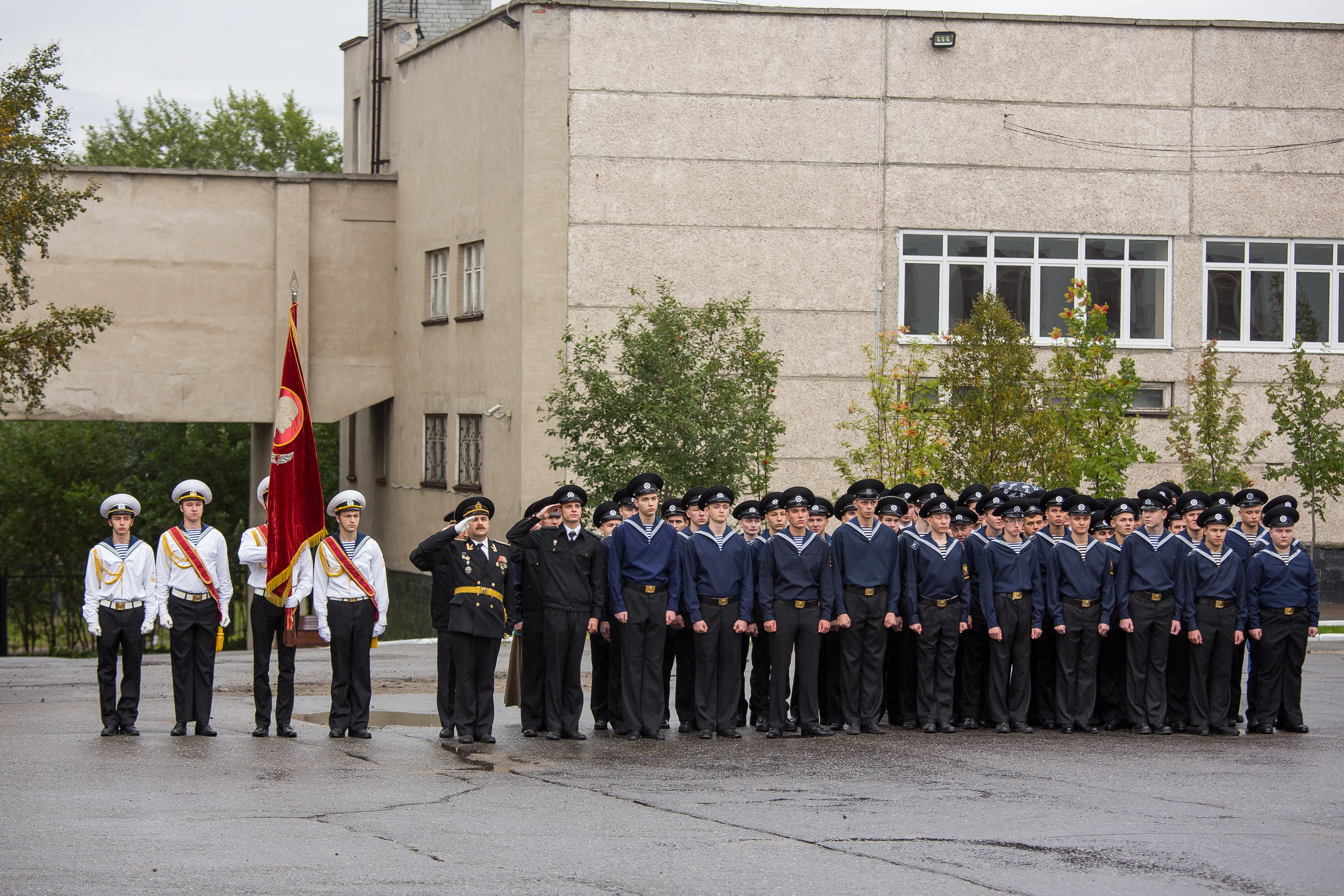
Курсанты МГТУ

- Институт прикладных арктических технологий
- Институт креативных индустрий и предпринимательства
- Институт гуманитарных и социальных наук
- Институт дополнительного образования детей и взрослых
- Институт дополнительного профессионального образования
- Институт педагогики и психологии
- Институт интеллектуальных систем и цифровых технологий
- Естественно-технологический институт
- Медико-биологический институт
- Факультет физической культуры и спорта
- Юридический факультет
- Филиал МАУ в Апатитах
- Филиал МАУ в Кировске
- Филиал МАУ в Полярном
- Мурманский морской рыбопромышленный колледж имени И. И. Месяцева
- Колледж МАУ

## Начальники и ректоры
- 1950—1955 — Николай Павлович Раевский
- 1955—1974 — Евгений Иванович Портнов
- 1974—1983 — Борис Павлович Долматов
- 1983—1990 — Анатолий Афанасьевич Панченко
- 1991—2003 — Александр Павлович Гальянов
- 2003—2013 — Александр Михайлович Ершов
- 2014—2020 — Сергей Анатольевич Агарков
- 2020—2022 — врио Светлана Ростиславовна Деркач
- 2022—2023 — и. о. Мария Александровна Князева
- 2023-2025 — Ирина Михайловна Шадрина
- С 2025 — и. о. Мария Александровна Князева[2]

## Преподаватели
В 1953—1968 годах преподавателем специальных дисциплин в МГТУ работал Н. Н. Блинов.